# ホワイトライクミー
「ホワイトライクミー」は、LAMP IN TERRENの4作目の配信限定シングル。2019年7月17日にA-Sketchから配信された。

## 解説
前作「Water Lily」から約11ヶ月ぶり、配信限定シングルとしては「New Clothes」より約1年1ヶ月ぶりとなる。
7月28日に行われる、LAMP IN TERREN 日比谷野外大音楽堂ワンマン「Moon Child」の為に作られた楽曲。ジャケットは、松本 大（Vo.Gt.Pf）が書き下ろした。

## 収録曲
作詞・作曲∶松本大
1. ホワイトライクミー [4:16]